# Yemisi Wilson
Yemisi Ajoke Ebunola Anna Wilson, född 8 mars 1968 i London, England, är en svensk skulptör och tecknare, bosatt och verksam i Stockholm.
| ”                                | Hon tecknar sina föremål nära; fångar deras essens; hennes gestaltningar av djur i fångenskap är djärva och intima. Ytorna lämnas oftast grova, som om ofullständiga, vilket ger teckningarna och skulpturerna en omedelbart dramatisk kraft. Yemisis konst utgör en pockande erinran om vår sammanbundenhet. | „ |
| – Art is Life av Dimitri Radoyce | |   |

## Biografi
Yemisi Wilson föddes i London, England, 1968, av en nigeriansk far och en svensk mor, och växte upp på Kungsholmen i Stockholm.
Hon är konstnärligt skolad i Florens och Pietrasanta, Italien, där hon var verksam ett tjugotal år. Hon studerade fri konst inledningsvis vid skolorna Il Bisonte Scuola grafica (1990-1991) och Scuola Libera del Nudo (1992-1993) i Toscana, varefter högre studier vid Accademia di Belle Arti di Firenze (1994-2000). inklusive Facultad de los artes libres, Granadas universitet, i Granada, Spanien (1997-1998).
Sedan 2000-talet är hon bosatt och verksam på heltid i Stockholm men med många skulpturarbeten förlagda till Pietrasanta.

## Konst
Yemisi Wilson gör föreställande skulptur i marmor och brons.
I hennes tidiga konstnärskap inriktade hon sig på möten mellan människor och djur. Med tiden övergick alltmer till att gestalta endast djur, ofta i form av större, exotiska däggdjur som elefanter, noshörningar och apor. I hennes arbete ingår att handplocka stenar och föremål av andra material samt sedan en långvarig, försiktig process att omforma dem utifrån deras förutsättningar till den bild eller varelse hon redan skönjer i blocket från början:
Bland hennes uppdragsgivare och beställare ingår offentliga som Statens konstråd och privata som fastighetsbolaget Klövern. Hon har även haft flertal uppdrag utomlands, både offentliga som till exempel på stora torget i staden Fabiano i Toscana och privata.
Yemisi Wilson är medlem i Skulptörförbundet, Bildupphovsrätt i Sverige, Svenska konstnärernas förening och Svenska konstnärer.

## Utställningar i urval
Såväl grupputställningar som separata.
- 2016: Artspace Varberg
- 2015: Skulptörförbundets jubileumsutställning 40 år
- 2014: Artigianart, skulptörer och konsthantverkare i Pietrasanta (se video nedan)
- 2013-2014: Kunstgalerie Bachlechner, Zurich
- 2012: Global Stone Workshop Exhibition, Gallery Hagman, Stockholm
- 2011: Svenska institutet, Villa Borghese, Rom
- 2010: Galleri Kompass, Stockholm
- 2009: Rosa Parks Museum, Montgomery, Alabama, USA: “Civil Rights” - International Sculpture from Pietrasanta
- 2008: Symposium of sculpture, Calcinaia, Pisa
- 2006-2007 Galleri Näset Rådmansö, Stockholms skärgård
- 2005: Liljevalchs Formbart, Stockholm
- 2004: Stockholm Art Fair, representerad av Galleri Svarta Soffan
- 2003: Torre di Malaspina, Fosdinovo, provinsen Massa, Italien
- 2002: Kungsholmens Polishus, Stockholm
- 2001: Volvo Showroom, Kungsträdgarden, Stockholm
- 2000: Galleri Svarta Soffan, Stockholm
- 1999: Sindacato Autonomo della Polizia
- 1998: Konst & Design galleriet, Stockholm
- 1997: La Cripta, Chiesa di San Lorenzo, Florens

## Utmärkelser
- II:a priset i skulptur för Sindacato Autonomo della Polizia vid Piazza del Carmine, Florens, Italien (1999)